# Pitkäjärvenoja (oost)
De Pitkäjärvenoja is een beek in het noorden van Zweden, dichtbij Finland, die door een meertje wordt gevoed, door het Pitkäjärvi, stroomt naar het zuiden naar de Hiirioja en is ongeveer twee kilometer lang.
De Pitkäjärvenoja heeft twee takken, maar de andere tak heeft dezelfde naam Pitkäjärvenoja.
Pitkäjärvenoja → Hiirioja → Torne älv → Botnische Golf